# Leichtathletik-Weltmeisterschaften 1997/1500 m der Frauen
Der 1500-Meter-Lauf der Frauen bei den Leichtathletik-Weltmeisterschaften 1997 wurde vom 2. bis 5. August 1997 im Olympiastadion der griechischen Hauptstadt Athen ausgetragen.
Weltmeisterin wurde die portugiesische WM-Dritte von 1995 Carla Sacramento. Sie gewann vor der US-Amerikanerin Regina Jacobs. Bronze ging an die Schweizerin Anita Weyermann.

## Bestehende Rekorde
| Weltrekord               | 3:50,46 min | Qu Yunxia         | Peking, Volksrepublik China | 11. September 1993 |
| Weltmeisterschaftsrekord | 3:58,56 min | Tetjana Samolenko | WM 1987 in Rom, Italien     | 5. September 1987  |

Der bestehende WM-Rekord wurde bei diesen Weltmeisterschaften nicht eingestellt und nicht verbessert. Die 4-Minuten-Marke wurde in keinem Rennen unterboten.

## Vorrunde
Die Vorrunde wurde in drei Läufen durchgeführt. Die ersten sechs Athletinnen pro Lauf – hellblau unterlegt – sowie die darüber hinaus sechs zeitschnellsten Läuferinnen – hellgrün unterlegt – qualifizierten sich für das Halbfinale.

### Vorlauf 1

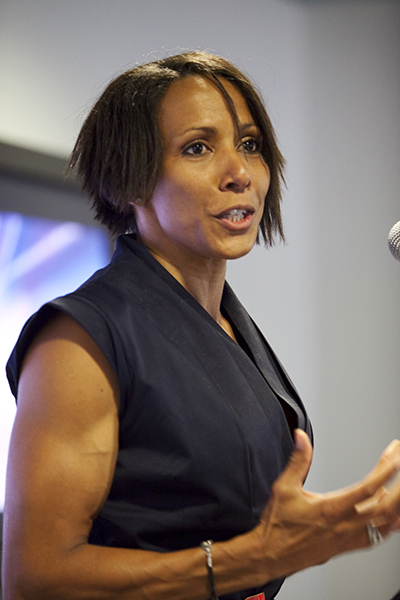
Kelly Holmes (Foto: 2009), 1995 Vizeweltmeisterin, 1994 Vizeeuropameisterin und auch über 800 Meter erfolgreich, gab das Rennen vorzeitig auf

2. August 1997, 9:00 Uhr
| Platz | Name                | Nation         | Zeit (min) |
| ----- | ------------------- | -------------- | ---------- |
| 1     | Sonia O’Sullivan    | Irland         | 4:08,90    |
| 2     | Olga Neljubowa      | Russland       | 4:09,02    |
| 3     | Leah Pells          | Kanada         | 4:09,25    |
| 4     | Malin Ewerlöf       | Schweden       | 4:09,28    |
| 5     | Carmen Wüstenhagen  | Deutschland    | 4:09,34    |
| 6     | Frédérique Quentin  | Frankreich     | 4:11,10    |
| 7     | Karolína Skoúrti    | Griechenland   | 4:11,88    |
| 8     | Nouria Mérah-Benida | Algerien       | 4:12,21    |
| 9     | Sarah Thorsett      | USA            | 4:17,07    |
| 10    | Samira Raif         | Marokko        | 4:19,54    |
| DNF   | Kelly Holmes        | Großbritannien |            |

### Vorlauf 2

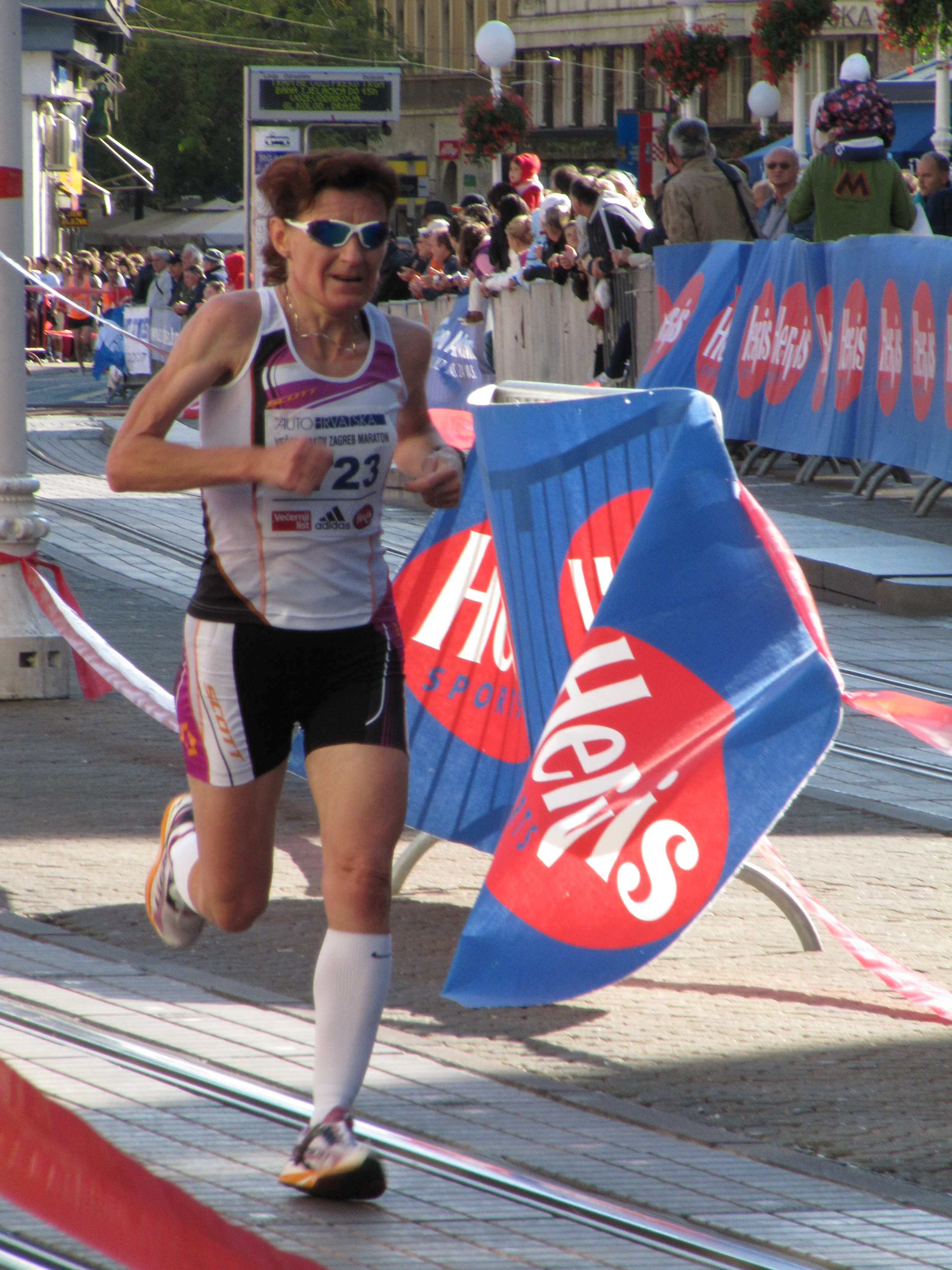
Helena Javornik (hier beim Zagreb Marathon 2011) hatte mit ihrem elften Platz im zweiten Vorlauf keine Chance weiterzukommen

2. August 1997, 9:09 Uhr
| Platz | Name               | Nation         | Zeit (min) |
| ----- | ------------------ | -------------- | ---------- |
| 1     | Kutre Dulecha      | Äthiopien      | 4:07,70    |
| 2     | Regina Jacobs      | USA            | 4:07,90    |
| 3     | Maite Zúñiga       | Spanien        | 4:08,09    |
| 4     | Theresia Kiesl     | Österreich     | 4:08,13    |
| 5     | Joanne Pavey       | Großbritannien | 4:08,23    |
| 6     | Anita Weyermann    | Schweiz        | 4:08,30    |
| 7     | Margarita Marusowa | Russland       | 4:08,45    |
| 8     | Kathy Butler       | Kanada         | 4:08,87    |
| 9     | Andrea Šuldesová   | Tschechien     | 4:09,49    |
| 10    | Tetyana Bilovol    | Ukraine        | 4:12,17    |
| 11    | Helena Javornik    | Slowenien      | 4:16,21    |
| DNS   | Natalia Al Farran  | Libanon        |            |

### Vorlauf 3
2. August 1997, 9:18 Uhr
| Platz | Name                    | Nation      | Zeit (min) |
| ----- | ----------------------- | ----------- | ---------- |
| 1     | Suzy Hamilton           | USA         | 4:10,12    |
| 2     | Carla Sacramento        | Portugal    | 4:10,13    |
| 3     | Małgorzata Rydz         | Polen       | 4:10,17    |
| 4     | Swetlana Masterkowa     | Russland    | 4:10,22    |
| 5     | Margaret Crowley        | Australien  | 4:10,23    |
| 6     | Patricia Djaté-Taillard | Frankreich  | 4:10,37    |
| 7     | Robyn Meagher           | Kanada      | 4:10,44    |
| 8     | Sinead Evans            | Irland      | 4:10,45    |
| 9     | Nataliya Ivanova        | Ukraine     | 4:10,79    |
| 10    | Sylvia Kühnemund        | Deutschland | 4:11,21    |
| 11    | Monika Kinnunen         | Finnland    | 4:11,71    |
| 12    | Shura Hotesa            | Äthiopien   | 4:21,27    |

## Halbfinale
In den beiden Halbfinalläufen qualifizierten sich die jeweils ersten fünf Athletinnen – hellblau unterlegt – sowie die darüber hinaus zwei zeitschnellsten Läuferinnen – hellgrün unterlegt – für das Finale.

### Halbfinallauf 1

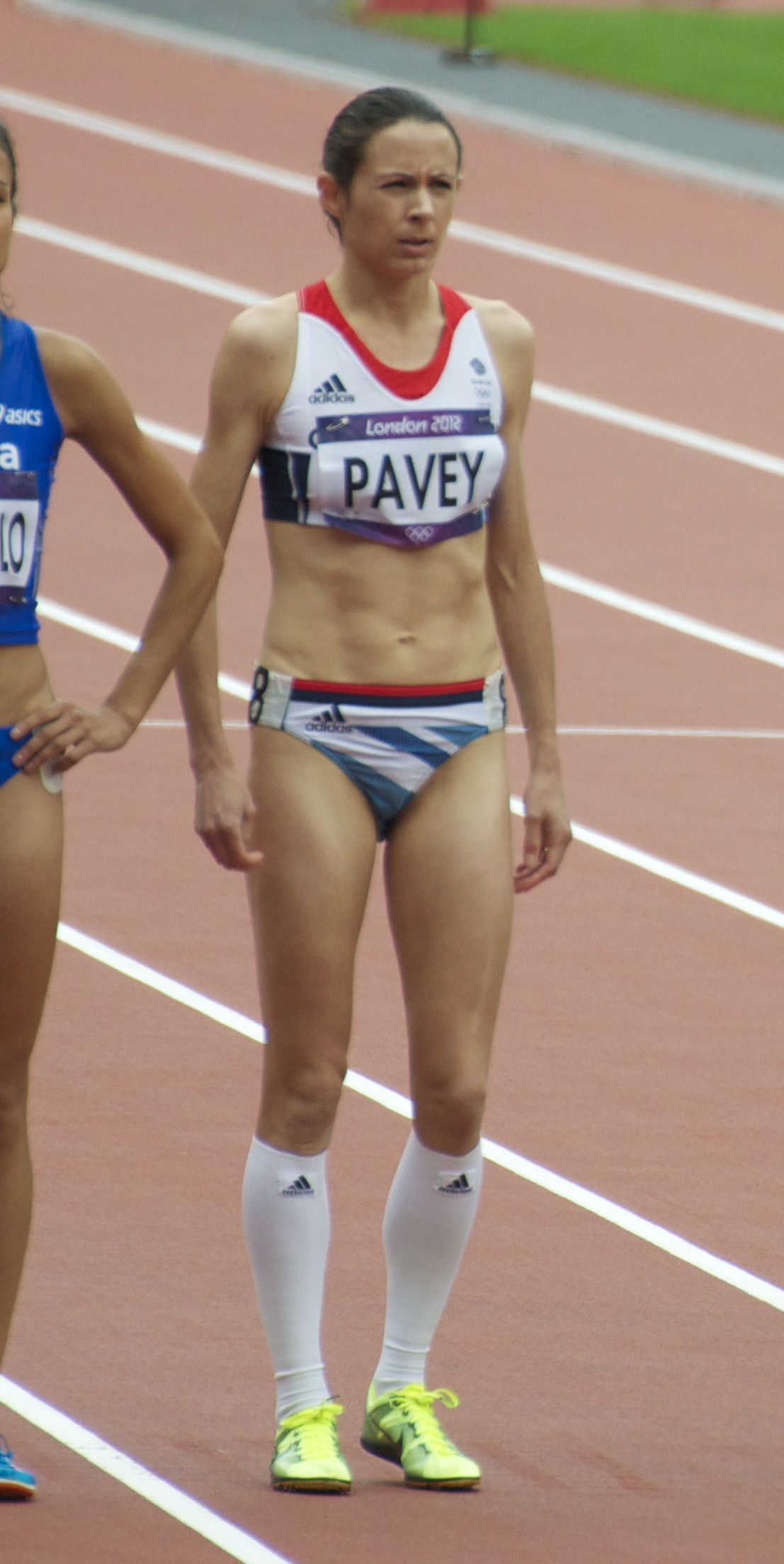
Joanne Pavey schaffte es mit ihrem elften Platz im ersten Halbfinallauf nicht ins Finale

3. August 1997, 20:35 Uhr
| Platz | Name                    | Nation         | Zeit (min) |
| ----- | ----------------------- | -------------- | ---------- |
| 1     | Olga Neljubowa          | Russland       | 4:04,67    |
| 2     | Carla Sacramento        | Portugal       | 4:04,69    |
| 3     | Regina Jacobs           | USA            | 4:04,97    |
| 4     | Sonia O’Sullivan        | Irland         | 4:05,31    |
| 5     | Anita Weyermann         | Schweiz        | 4:05,76    |
| 6     | Maite Zúñiga            | Spanien        | 4:06,66    |
| 7     | Małgorzata Rydz         | Polen          | 4:06,86    |
| 8     | Kathy Butler            | Kanada         | 4:07,68    |
| 9     | Nataliya Ivanova        | Ukraine        | 4:10,39    |
| 10    | Patricia Djaté-Taillard | Frankreich     | 4:10,85    |
| 11    | Joanne Pavey            | Großbritannien | 4:11,22    |
| 12    | Carmen Wüstenhagen      | Deutschland    | 4:15,08    |

### Halbfinallauf 2
3. August 1997, 20:45 Uhr
| Platz | Name                | Nation     | Zeit (min) |
| ----- | ------------------- | ---------- | ---------- |
| 1     | Malin Ewerlöf       | Schweden   | 4:06,75    |
| 2     | Leah Pells          | Kanada     | 4:06,76    |
| 3     | Kutre Dulecha       | Äthiopien  | 4:06,90    |
| 4     | Andrea Šuldesová    | Tschechien | 4:07,02    |
| 5     | Robyn Meagher       | Kanada     | 4:07,06    |
| 6     | Suzy Hamilton       | USA        | 4:07,19    |
| 7     | Sinead Evans        | Irland     | 4:07,46    |
| 8     | Theresia Kiesl      | Österreich | 4:07,89    |
| 9     | Margaret Crowley    | Australien | 4:10,37    |
| 10    | Margarita Marusowa  | Russland   | 4:14,98    |
| 11    | Frédérique Quentin  | Frankreich | 4:16,15    |
| 12    | Swetlana Masterkowa | Russland   | 4:22,74    |

## Finale

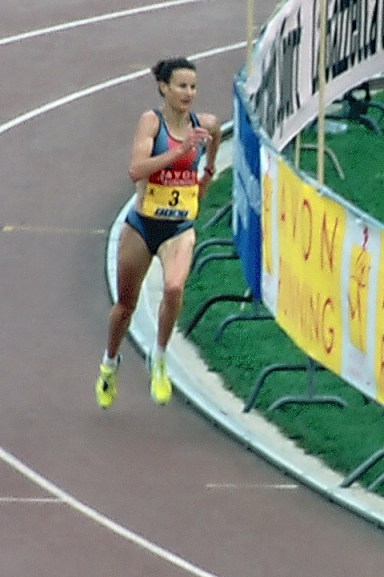
Die Vizeweltmeisterin von 1993, Weltmeisterin von 1995 über 5000 und Europameisterin von 1994 über 3000 Meter Sonia O’Sullivan musste sich hier mit Rang acht zufriedengeben
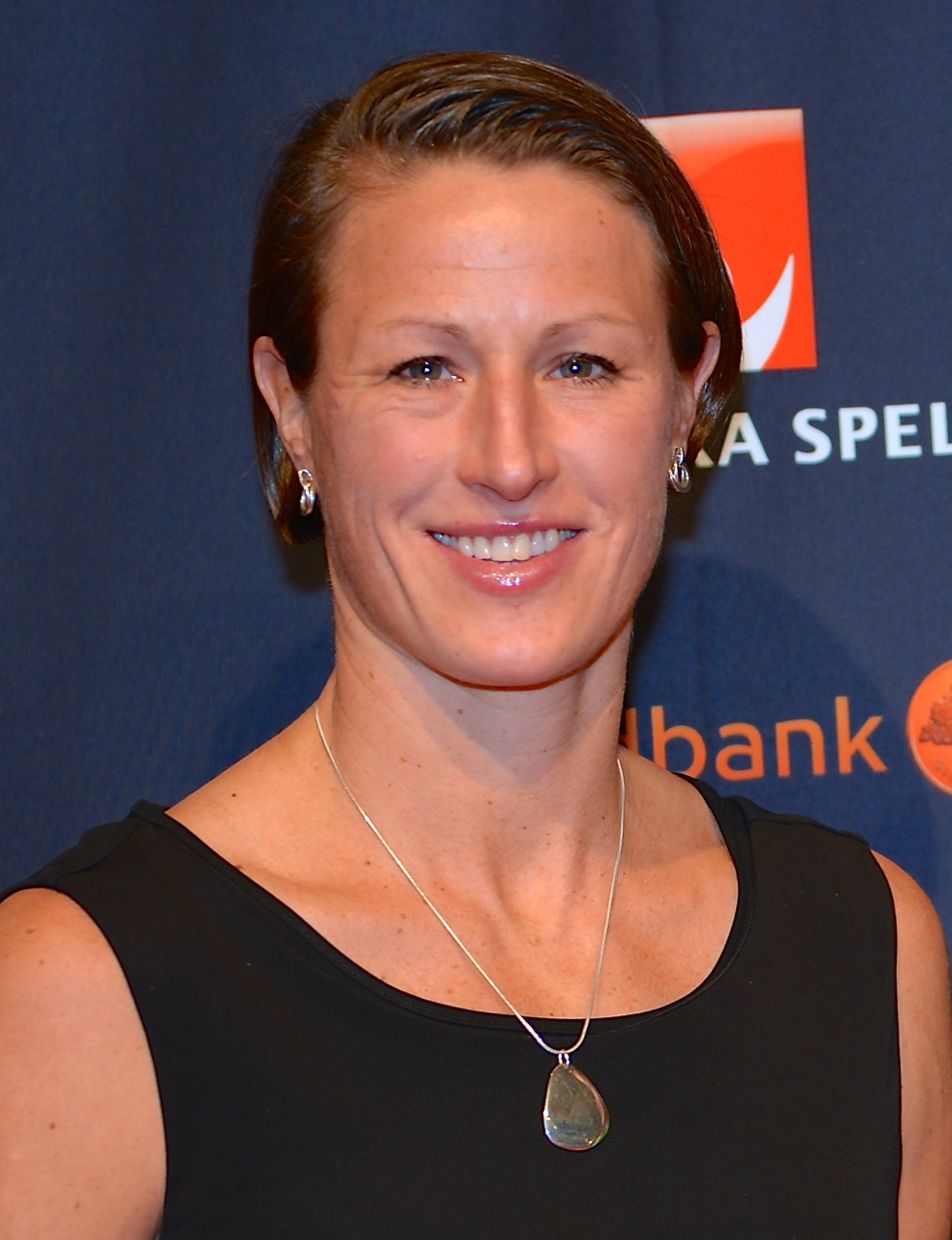
Malin Ewerlöf (Foto: 2014) erreichte das Finale und wurde dort Zehnte

5. August 1997, 19:40 Uhr
| Platz | Name             | Nation     | Zeit (min) |
| ----- | ---------------- | ---------- | ---------- |
| 1     | Carla Sacramento | Portugal   | 4:04,24    |
| 2     | Regina Jacobs    | USA        | 4:04,63    |
| 3     | Anita Weyermann  | Schweiz    | 4:04,70    |
| 4     | Maite Zúñiga     | Spanien    | 4:04,80    |
| 5     | Leah Pells       | Kanada     | 4:06,18    |
| 6     | Andrea Šuldesová | Tschechien | 4:06,33    |
| 7     | Olga Neljubowa   | Russland   | 4:07,34    |
| 8     | Sonia O’Sullivan | Irland     | 4:07,81    |
| 9     | Kutre Dulecha    | Äthiopien  | 4:08,15    |
| 10    | Malin Ewerlöf    | Schweden   | 4:08,68    |
| 11    | Robyn Meagher    | Kanada     | 4:10,83    |
| 12    | Małgorzata Rydz  | Polen      | 4:13,25    |

## Video
- 1997, Sonia O’Sullivan, 1500m final, World Athletics Championships, Athens auf youtube.com, abgerufen am 28. Juni 2020